# Argentan
Argentan é uma comuna francesa na região administrativa da Normandia, no departamento Orne. Estende-se por uma área de 18,18 km². Em 2010 a comuna tinha 14 098 habitantes (densidade: 775,5 hab./km²).